# Mulloidichthys dentatus
Mulloidichthys dentatus (Gill, 1862) è un pesce del famiglia Mullidae proveniente dall'est dell'oceano Pacifico.

## Distribuzione e habitat
Proviene dalle barriere coralline dell'oceano Pacifico orientale dal Golfo della California al Perù, comprese le isole Galápagos. Nuota in zone con substrato variabile, spesso costiere, fino a 60 m di profondità.

## Descrizione
Presenta un corpo allungato e leggermente compresso sull'addome; la colorazione è gialla accesa con due striature pallide lungo i fianchi. Le pinne sono dello stesso colore del corpo, e la pinna caudale è biforcuta. 
La lunghezza massima registrata è di 31 cm.

## Conservazione
Questa specie è classificata come "a rischio minimo" (LC) dalla lista rossa IUCN perché non sembra essere minacciata da particolari pericoli ed è diffusa in diverse aree marine protette.